# Darko Miličić
Darko Miličić (Servisch: Дарко Миличић) (Novi Sad (Joegoslavië), 20 juni 1985) is een voormalig Servisch basketballer die met de Detroit Pistons het NBA kampioenschap won in het seizoen 2003-04. Vanaf 2010 stond Miličić onder contract bij Minnesota Timberwolves.
De Servische basketballer werd als tweede gekozen in de NBA Draft van 2003 door de Detroit Pistons, vlak achter LeBron James. Hiermee liet hij bekende spelers zoals Carmelo Anthony, Dwyane Wade en Chris Bosh achter zich.
Sindsdien wist Miličić de hoge verwachtingen niet waar te makenen kreeg hij veel kritiek te verduren. Hij ontwikkelde zich vooral als een defensieve speler, met goede block stats.
In de winter van 2006 vertrok Darko Miličić naar de Orlando Magic. Hierna speelde hij achtereenvolgens voor de Memphis Grizzlies, de New York Knicks en sinds februari 2010 voor de Minnesota Timberwolves. Inmiddels is hij in Minneapolis op een zijspoor beland, na de komst van coach Rick Adelman. De Montenegrijnse center Nikola Pekovic is er sinds 2012 basisspeler, Miličić back-up.
In september 2007 kwam Miličić in het nieuws met zijn opmerkingen over de scheidsrechters die de wedstrijd hadden geleid tussen Servië en Griekenland. Hij schold de drie scheidsrechters meerdere keren uit en beledigde ze. Een filmpje hiervan staat op YouTube en is inmiddels vele malen bekeken.
Ook in 2011 raakte Miličić in opspraak, nadat hij de Servische bondscoach Dusan Ivkovic van leugens betichtte over zijn positie in het Servisch nationaal basketbalteam.